# Max Neugebauer (Pokerspieler)
Max Neugebauer (* 20. Februar 1997 in Wien) ist ein österreichischer Pokerspieler. Er gewann 2023 das Main Event der World Series of Poker Europe.

## Persönliches
Neugebauer ist 203 cm groß gewachsen und war professioneller Basketballspieler, ehe er seine Karriere wegen Knieproblemen beenden musste.

## Pokerkarriere
Seine erste Geldplatzierung bei einem Live-Pokerturnier erzielte Neugebauer Ende August 2016 in Wien. Während der COVID-19-Pandemie erzielte er im August 2020 auf der Onlinepoker-Plattform GGPoker eine Geldplatzierung beim GGMasters der World Series of Poker Online. Im November 2022 platzierte sich der Österreicher beim Main Event der Merit Poker Vintage Series im nordzyprischen Kyrenia sowie im Monat darauf beim Main Event der European Poker Tour in Prag auf den bezahlten Plätzen. Im Juni 2023 war er erstmals bei der Hauptturnierserie der World Series of Poker im Horseshoe Las Vegas und Paris Las Vegas am Las Vegas Strip erfolgreich und kam bei zwei Turnieren der Variante No Limit Hold’em in die Geldränge. Mitte November 2023 gewann Neugebauer im King’s Resort in Rozvadov das Main Event der World Series of Poker Europe und sicherte sich ein Bracelet sowie den Hauptpreis von 1,5 Millionen Euro.
Insgesamt hat sich Neugebauer mit Poker bei Live-Turnieren mehr als 1,5 Millionen US-Dollar erspielt.